# Félix Martialay
Félix Martialay Martín-Sánchez (Burgos, 6 d'octubre de 1925 - Madrid, 9 de setembre de 2009). Periodista, crític de cinema i historiador del futbol espanyol.

## Biografia
Després dels seus estudis en l'Acadèmia General Militar i en l'Acadèmia d'Enginyers de l'Exèrcit es va diplomar per l'Escola Oficial de Periodisme el 1952, tot i que portava ja deu anys col·laborant amb distints mitjans: Campo soriano (1942), La voz de Castilla (1944), Amanecer i el programa Estadio (RNE, 1951). Va continuar la carrera militar fins a l'any 1982, quan va demanar voluntàriament la jubilació amb el grau de coronel d'Enginyers. Fundador de les revistes Mensaje (1952), mentre cursava estudis en la Facultat de Filosofia i Lletres de Madrid (secció d'Història contemporània) i Empuje: periódico para el soldado (1954). Posteriorment va ser redactor cap de la revista Vida Nueva (de Propaganda Popular Catòlica), i va ressuscitar i va dirigir el setmanari Flores y Abejas (1962-1967), publicació d'enorme solera i prestigi a Guadalajara, desapareguda el 1936. A continuació va dirigir la seva carrera cap al cinema.

### Revistes
L'experiència adquirida en la creació i direcció de cinema clubs en Col·legis de Batxillerat i Universitaris el va conduir a la fundació de les revistes especialitzades Film ideal (1956) –que va ser considerada en el seu moment com una de les millors d'Europa–, Temas de cine (1958) i Esquemas de películas (1958). La seva labor aviat va començar a ser reconeguda: el 1958 va rebre el Premi Sant Jordi de la Crítica Cinematogràfica de Barcelona; el Premi Dama d'Elx del CIDALC el 1961; el Premi Nacional de Revistes Cinematogràfiques (Ministeri d'Informació i Turisme) el 1963 i el Premi Nacional de Crítica Cinematogràfica el 1966; el Premi Crítica del Cercle d'Escriptors Cinematogràfics el 1965, 1966 i 1973; i el Premi Crítica de Tribuna Oberta el 1980 i 1983. Cal assenyalar igualment que va presidir el Cercle d'Escriptors Cinematogràfics des de 1977 a 1991.

### Crític de cinema
Va ser crític de cinema de Ràdio Nacional d'Espanya. Diplomat per la Càtedra d'Història i Estètica de la Cinematografia de la Universitat de Valladolid (1967), va ser nomenat professor per a la mateixa (1968-1971). També va impartir cursos de cinematografia en la Universitat de Salamanca (1971-1976), en on es va ocupar durant tres anys de la classe de Cine Español en els cursos per a estrangers. El 1974 va ser nomenat professor d'Història del Cinema en la Facultat de Ciències de la Informació de la Universitat Complutense, secció Imatge, en on va romandre durant cinc anys.
Assidu assistent als festivals internacionals de cinema, tant d'Espanya com de l'estranger, va ser, en moltes ocasions, membre del jurat. Va ser membre del comitè de selecció de pel·lícules del Festival Internacional de Cinema de Sant Sebastià, entre 1967 i 1976,
Director i guionista dels documentals La Legió d'avui (1970) i Història de la Copa del Generalísimo (1971). Igualment havia estat director dels programes Flash i El món de l'esport de Televisió Espanyola el 1968 i fins a 1971, en on va ser guardonat amb les plaques de les Federacions de tir amb arc, beisbol, handbol i hoquei sobre patins.
El 1987 va ser nomenat director del diari El Alcazar', just premi a la seva trajectòria professional; pot ser un fet insòlit el qual un crític de cinema acabi sent director del diari en el qual treballava. Després del tancament de dit diari va fundar, el 1991, el setmanari La Nación, del que actualment és editor.
En el món del futbol va començar la seva activitat periodística en Camp Soriano, seguint en el Butlletí del Real Madrid (1970-1976), El Alcazar, La Noche, Radio Peninsular, Fuerza Nueva', Futbol, La Nación i Cuadernos de futbol, en els quals va signar amb el seu propi nom o utilitzant els pseudònims de "Martín Alegre" i "Miguel Fuertes".
En l'àmbit del futbol va dirigir la seva activitat a la parcel·la històrica, que compaginava amb els menesters de cronista. Així el 1957 i 1958 va publicar les seves primeres obres de caràcter històric dintre de l'Enciclopèdia dels esports. El 1968 va escriure la primera edició d'Una història de la Selecció Espanyola de futbol, de 1.300 pàgines, l'edició de les quals es va frustrar per la mort de l'editor. Va ser precisament aquesta obra la qual va estimular a Martialay a continuar amb més obstinació en la seva labor històrica, ja que pretenia tenir actualitzat el seu contingut.
No obstant això el salt qualitatiu en l'obra de Martialay, i en la historiografia esportiva espanyola, va tenir lloc en els anys 80, quan, donada per conclosa la seva dedicació al cinema, es va adonar que la història del futbol espanyol necessitava ser revisada completament, des del principi i amb les millors fonts al seu abast, que gairebé mai van resultar ser els llibres publicats. Així va començar una intensa labor de recerca en hemeroteques, d'entrevistes amb els personatges i amb familiars de personatges ja morts per a conèixer de primera mà tota la història del nostre futbol. Igualment va formar a dues generacions d'investigadors i historiadors, reunits entorn del Centre d'Investigacions d'Història i Estadística del Futbol Espanyol (CIHEFE), del que Martialay és vicepresident. Igualment és membre de la International Federation of Football History and Statistics (IFFHS), amb seu a Alemanya.
El resultat d'aquesta labor són diverses monografies, entre les quals cal destacar La implantació del professionalisme […] (1996) i Amberes! […] (2000), obres cim de la historiografia esportiva d'Espanya. Igualment hem d'incloure en aquesta llista la seva Història del futbol durant la Guerra d'Alliberament, de més de 3.000 pàgines, inèdita de moment. La seva labor va ser premiada per la Real Federació Espanyola de Futbol, que el 2005 li va atorgar la seva insígnia d'or com reconeixement al millor historiador del futbol espanyol.

## Obres publicades
- Mientras suenan los tambores, Madrid, Rumbo, 1952.
- Tratado de Trigonometría Plana, Madrid, Escuela de Aprendices de RENFE, 1953.
- Historia de la Selección española de fútbol (publicada a Enciclopedia de los deportes):
  - Tom I: La furia española I: La gesta de Amberes (I), Granada, Arpem, 1957.
  - Tom IV: La furia española I: La gesta de Amberes (II), Granada, Arpem, 1957.
  - Tom V: La furia española II: Los mejores de Europa (1921-1923), Granada, Arpem, 1957.
  - Tom VIII: La furia española III: La Olimpíada de París, Granada, Arpem, 1957.
  - Tom X: La furia española IV: Un fenómeno: Zamora, Granada, Arpem, 1957.
  - Tom XIII: La furia española V: Tiempo de vals: Danubio, Granada, Arpem, 1958.
  - Tom XVII: La furia española VI: El caso Piera-Samitier, Granada, Arpem, 1958.
  - Tom XXI: La furia española VII: La Olimpíada amateur, Granada, Arpem, 1958.
  - Tom XXIV: La furia española VIII: Inglaterra muerde el polvo, Granada, Arpem, 1958.
- Otros títulos en Enciclopedia de los deportes
  - Tom XI: Di Stéfano: el mejor futbolista del mundo, Granada, Arpem, 1958.
  - Tom XIV: Atlético de Madrid, Granada, Arpem, 1958.
  - Tom XVI: Kopa, el Napoleón del fútbol, Granada, Arpem, 1958.
  - Tom XVIII: Real Madrid, Granada, Arpem, 1958.
- Panfletos de Propaganda Popular Católica
  - El forofo, Madrid, Propaganda Popular Católica, 1958.
  - Tú y el deporte, Madrid, Propaganda Popular Católica, 1958.
    - Parte 1
    - Parte 2

  - El espiritismo, Madrid, Propaganda Popular Católica, 1959.
  - ¿Sabes ir al cine?, Madrid, Propaganda Popular Católica, 1960.
  - Cámara... acción... se rueda, Madrid, Propaganda Popular Católica, 1961.
  - Penalty contra el quinto mandamiento, Propaganda Popular Católica, 1962.
  - Por aquí se entra al cine, Propaganda Popular Católica, 1964.
- La nueva ola, de Jacques Siclier (prólogo de Félix Martialay), Rialp, 1962.
- Pasolini y su obra, Madrid, Ediciones Film Ideal, 1965.
- Una historia de la Selección Española de fútbol, 1968 inéd.
  - Tom 1
  - Tom 2
  - Tom 3
  - Tom 4
- Howard Hawks, San Sebastián, XX. Festival Internacional del Cine, 1972.
- Cuarenta años de la vida de España, Madrid, Data Film 1986 (amb Rafael Casas de la Vega, Salvador García Pruneda, Luis Hernández del Pozo, María Juana Ontañón de López Mateos, José Oriol Sevilla Vallejo i Manuel Tarín Iglesias).
- Real Federación Española de Fútbol. 75 aniversario: 1913-1988, Madrid, Real Federación Española de Fútbol, 1988.
- Anuario 1989, Madrid, Real Federación Española de Fútbol, 1990 (amb Antonio Campoy López).
- Anuario 1990, Madrid, Real Federación Española de Fútbol, 1991 (amb Antonio Campoy López).
- Anuario 1991, Madrid, Real Federación Española de Fútbol, 1992 (amb Antonio Campoy López).
- Mitos 1940-49 (prólogo de Félix Martialay), Royal Books, 1995.
- Implantación del profesionalismo en el fútbol español y el nacimiento accidentado del torneo de liga, Madrid, Real Federación Española de Fútbol, 1996.
- Las grandes mentiras del fútbol español, Madrid, Fuerza Nueva, 1997 (amb Bernardo Salazar Acha).
- España en la Copa del Mundo, Madrid, Real Federación Española de Fútbol, 1998 (amb Rafael Cañada Marichalar, José Miguel Mata Benito, Enrique Ortego Rey, Bernardo Salazar Acha i Pedro Sardina Arthous).
- España en la Eurocopa, Madrid, Real Federación Española de Fútbol, 2000 (amb Bernardo Salazar Acha).
- ¡Amberes!: allí nació la furia española, Madrid, Real Federación Española de Fútbol, 2000.
- Aquellos domingos de gloria. 1939-1976. Los años heroicos del fútbol español, Madrid, La esfera de los libros, 2002 (amb Amancio Amaro, Gustavo Biosca, José Eulogio Gárate i Antonio Puchades).
- Todo sobre la selección española, Madrid, Librerías Deportivas Esteban Sanz SL, 2006.
- Todo sobre todas las selecciones, Madrid, Librerías Deportivas Esteban Sanz SL, 2007.

## Director de Documentals
- La legió d'avui, 1970.
- Història de la Copa del Generalísimo, 1971.